# Ononamolo Talafu
Ononamolo Talafu is een bestuurslaag in het regentschap Nias van de provincie Noord-Sumatra, Indonesië. Ononamolo Talafu telt 1628 inwoners (volkstelling 2010).